# Кам'яний гість (опера)
«Кам'яний гість» (рос. Каменный гость) — опера на 3 дії Олександра Даргомижського на текст однойменної трагедії Олександра Пушкіна. Опера закінчена Ц. Кюї, інструментована Миколою Римським-Корсаковим. У цій редакції вперше виконана в Петербурзі — Маріїнський театр, 16 лютого 1872 р. п/к Е. Направника.
«Кам'яний гість» займає особливе місце в історії російської культури. Композитор поклав на музику текст трагедії Пушкіна без змін, опустивши кілька рядків і додавши дві пісні Лаури (у Пушкіна ремарка: «співає»). В опері панує речитативно-декламаційний початок. Музика відтворює мелодику й інтонаційний лад пушкінського вірша. Попри те, що композитор відмовився від застосування розвинених оперних форм, він зумів різноманітно передати щиросердечний світ героїв драми, обстановку дії, характери дійових осіб.
«Кам'яний гість» створювався в тісному спілкуванні з композиторами Могутньої купки й показувався по мірі створення на зборах кружка. Схвалення колег надихало композитора, попри тяжку хворобу, що привела до смерті композитора, ці роки найпліднішими в його житті.
Прем'єра опери у 1872 році викликала суперечилві оцінки критики. Якщо композитори Могутньої купки гаряче підтримали оперу, то Г.Ларош, а також І.Тургенєв не прийняв новаторського задуму Даргомижського. З цього приводу Ц. Кюї писав: «Мова йшла не про оперу у звичайних оперних формах, а про оперу-драму, в якій текст і музика злилися б в одне ціле…». В російській музиці тип речитативно-декламаційної опери, що опирається на принципи «Кам'яного гостя», одержав продовження в циклі опер на пушкінські тексти: «Моцарт і Сальєрі» Римського-Корсакова, «Бенкет під час чуми» Кюї і «Скупий лицар» Сергія Рахманінова.
Слідом за Петербургом, в 1887 р. «Кам'яний гість» був поставлений на сцені Приватного оперного у Москві. Римський-Корсаков на рубежі XIX—XX вв. здійснив нову оркестровку опери, дописав невеликий вступ. У новій редакції опера була поставлена в Москві, на сцені Большого театру 19 грудня 1906 р. п/к В. Сука. В 1915 р. опера була поставлена в Петрограді, у театрі Музичної драми п/к М. Бихтера. Найзначніша постановка «Кам'яного гостя» здійснена В. Мейерхольдом й А. Головіним п/у Н. Малько в Маріїнському театрі 27 січня 1917 р. (І. Алчевський — Дон-Жуан).

## Джерело
- А. Гозенпуд. Оперный словарь. — «Музыка», 1965 (рос.)

1. ↑  Sculptures and public art // The Cities of Helsinki, Espoo, Vantaa and Kauniainen Service Register
2. ↑  https://www.hamhelsinki.fi/julkinen-taide/